# Veine colique gauche
La veine colique gauche (ou veine colique supérieure gauche, veine de l’angle gauche du côlon) draine le côlon descendant. Son trajet est indépendant de l'artère colique gauche, se déplaçant vers la droite avant de se jeter dans la veine mésentérique inférieure. 

## Branches
- Branche ascendante
- Branche descendante